# Bulbophyllum apiculatum
Bulbophyllum apiculatum là một loài phong lan thuộc chi Bulbophyllum.